# برومه (زامت‌گماینده)
برومه (به آلمانی: Samtgemeinde Brome) یک منطقهٔ مسکونی در آلمان است که در Gifhorn واقع شده‌است. برومه ۱۵٬۴۴۶ نفر جمعیت دارد.